# هایدلبرگ‌سمنت
هایدلبرگ‌سمنت (به آلمانی: HeidelbergCement) شرکت مصالح ساختمانی آلمانی است، که دفتر مرکزی آن در شهر هایدلبرگ، آلمان قرار دارد.
این شرکت در سال ۲۰۱۰ با تولید ۷۸ میلیون تن سیمان، بعنوان سومین تولیدکننده بزرگ سیمان جهان انتخاب شد. در حال حاضر تعداد کارکنان شرکت هایدلبرگ‌سمنت در حدود ۵۳٫۰۰۰ نفر است، که در ۲٫۵۰۰ مکان، در بیش از ۴۰ کشور جهان پراکنده می‌باشند و گردش مالی سالانه آن در حدود ۱۱ میلیارد یورو می‌باشد.